# Grand Prix Formule 1 van Canada 2019
De Grand Prix Formule 1 van Canada 2019 werd gehouden op 9 juni op het Circuit Gilles Villeneuve. Het was de zevende race van het seizoen 2019.

## Vrije trainingen
- Er wordt enkel de top-5 weergegeven.

| Vrije training 1 | Pos | No | Coureur          | Constructeur    | Tijd     |
| ---------------- | --- | -- | ---------------- | --------------- | -------- |
| Vrije training 1 | 1   | 44 | Lewis Hamilton   | Mercedes        | 1:12.767 |
| Vrije training 1 | 2   | 77 | Valtteri Bottas  | Mercedes        | 1:12.914 |
| Vrije training 1 | 3   | 16 | Charles Leclerc  | Ferrari         | 1:13.720 |
| Vrije training 1 | 4   | 33 | Max Verstappen   | Red Bull-Honda  | 1:13.755 |
| Vrije training 1 | 5   | 5  | Sebastian Vettel | Ferrari         | 1:13.905 |
| Vrije training 2 | Pos | No | Coureur          | Constructeur    | Tijd     |
| Vrije training 2 | 1   | 16 | Charles Leclerc  | Ferrari         | 1:12.177 |
| Vrije training 2 | 2   | 5  | Sebastian Vettel | Ferrari         | 1:12.251 |
| Vrije training 2 | 3   | 77 | Valtteri Bottas  | Mercedes        | 1:12.311 |
| Vrije training 2 | 4   | 55 | Carlos Sainz jr. | McLaren-Renault | 1:12.553 |
| Vrije training 2 | 5   | 20 | Kevin Magnussen  | Haas-Ferrari    | 1:12.935 |
| Vrije training 3 | Pos | No | Coureur          | Constructeur    | Tijd     |
| Vrije training 3 | 1   | 5  | Sebastian Vettel | Ferrari         | 1:10.843 |
| Vrije training 3 | 2   | 16 | Charles Leclerc  | Ferrari         | 1:10.982 |
| Vrije training 3 | 3   | 44 | Lewis Hamilton   | Mercedes        | 1:11.236 |
| Vrije training 3 | 4   | 77 | Valtteri Bottas  | Mercedes        | 1:11.531 |
| Vrije training 3 | 5   | 33 | Max Verstappen   | Red Bull-Honda  | 1:11.842 |

Testcoureur in vrije training 1:
 Nicholas Latifi (Williams-Mercedes)

## Kwalificatie
Sebastian Vettel behaalde voor Ferrari zijn eerste pole position van het seizoen door Mercedes-coureur Lewis Hamilton te verslaan. De andere Ferrari-rijder Charles Leclerc zette de derde tijd neer, voor de verrassende Renault-rijder Daniel Ricciardo op de vierde plaats. Red Bull-coureur Pierre Gasly kwalificeerde zich als vijfde, met de andere Mercedes van Valtteri Bottas achter hem. De tweede Renault-coureur Nico Hülkenberg zette de zevende tijd neer en hield daarmee het McLaren-duo Lando Norris en Carlos Sainz jr. achter zich. Haas-coureur Kevin Magnussen sloot de top 10 af, maar hij zette geen tijd neer in het laatste deel van de kwalificatie vanwege een crash aan het einde van Q2.
Sainz kreeg na afloop van de kwalificatie een straf van drie startplaatsen vanwege het hinderen van Toro Rosso-coureur Alexander Albon in het tweede deel van de kwalificatie. Magnussen besloot om na zijn crash in de kwalificatie de race vanuit de pitstraat te starten, vanwege het grote aantal onderdelen dat hij moest laten vervangen aan zijn auto.
| Pos                 | No | Coureur            | Constructeur              | Q1       | Q2        | Q3        | Grid |
| ------------------- | -- | ------------------ | ------------------------- | -------- | --------- | --------- | ---- |
| 1                   | 5  | Sebastian Vettel   | Ferrari                   | 1:11.200 | 1:11.142  | 1:10.240  | 1    |
| 2                   | 44 | Lewis Hamilton     | Mercedes                  | 1:11.518 | 1:11.010  | 1:10.446  | 2    |
| 3                   | 16 | Charles Leclerc    | Ferrari                   | 1:11.214 | 1:11.205  | 1:10.920  | 3    |
| 4                   | 3  | Daniel Ricciardo   | Renault                   | 1:11.837 | 1:11.532  | 1:11.071  | 4    |
| 5                   | 10 | Pierre Gasly       | Red Bull-Honda            | 1:12.023 | 1:11.196  | 1:11.079  | 5    |
| 6                   | 77 | Valtteri Bottas    | Mercedes                  | 1:11.229 | 1:11.095  | 1:11.101  | 6    |
| 7                   | 27 | Nico Hülkenberg    | Renault                   | 1:11.720 | 1:11.553  | 1:11.324  | 7    |
| 8                   | 4  | Lando Norris       | McLaren-Renault           | 1:11.780 | 1:11.735  | 1:11.863  | 8    |
| 9                   | 55 | Carlos Sainz jr.   | McLaren-Renault           | 1:11.750 | 1:11.572  | 1:13.981  | 11   |
| 10                  | 20 | Kevin Magnussen    | Haas-Ferrari              | 1:12.107 | 1:11.786  | geen tijd | Pit  |
| 11                  | 33 | Max Verstappen     | Red Bull-Honda            | 1:11.619 | 1:11.800  |           | 9    |
| 12                  | 26 | Daniil Kvjat       | Toro Rosso-Honda          | 1:11.965 | 1:11.921  |           | 10   |
| 13                  | 99 | Antonio Giovinazzi | Alfa Romeo-Ferrari        | 1:12.122 | 1:12.136  |           | 12   |
| 14                  | 23 | Alexander Albon    | Toro Rosso-Honda          | 1:12.020 | 1:12.193  |           | 13   |
| 15                  | 8  | Romain Grosjean    | Haas-Ferrari              | 1:12.109 | geen tijd |           | 14   |
| 16                  | 11 | Sergio Pérez       | Racing Point-BWT Mercedes | 1:12.197 |           |           | 15   |
| 17                  | 7  | Kimi Räikkönen     | Alfa Romeo-Ferrari        | 1:12.230 |           |           | 16   |
| 18                  | 18 | Lance Stroll       | Racing Point-BWT Mercedes | 1:12.266 |           |           | 17   |
| 19                  | 63 | George Russell     | Williams-Mercedes         | 1:13.617 |           |           | 18   |
| 20                  | 88 | Robert Kubica      | Williams-Mercedes         | 1:14.393 |           |           | 19   |
| 107% tijd: 1:16.184 |    |                    |                           |          |           |           |      |

## Wedstrijd
Sebastian Vettel kwam als eerste over de finish, maar kreeg een straf van vijf seconden nadat hij in bocht 4 van de baan raakte en op een onveilige manier op het asfalt terugkeerde, waardoor hij Lewis Hamilton bijna de muur in drukte. Door deze tijdstraf viel hij terug naar de tweede plaats, achter Hamilton. Charles Leclerc eindigde op de derde plaats en behaalde het tweede podium uit zijn Formule 1-carrière. Valtteri Bottas maakte kort voor het eind van de race een extra pitstop om zo het punt voor de snelste ronde te kunnen behalen en eindigde als vierde. Max Verstappen werd vijfde als de laatste coureur die in dezelfde ronde finishte als de winnaar. De Renault-rijders Daniel Ricciardo en Nico Hülkenberg werden zesde en zevende, terwijl Pierre Gasly na een vroege pitstop als achtste eindigde. Racing Point-rijder Lance Stroll en Toro Rosso-coureur Daniil Kvjat eindigden als negende en tiende nadat zij kort voor het eind van de race allebei Carlos Sainz jr. inhaalden.
| Pos. | No. | Coureur            | Constructeur              | Rondes | Tijd/Oorzaak uitval | Grid | Punten |
| ---- | --- | ------------------ | ------------------------- | ------ | ------------------- | ---- | ------ |
| 1    | 44  | Lewis Hamilton     | Mercedes                  | 70     | 1:29:07.084         | 2    | 25     |
| 2    | 5   | Sebastian Vettel   | Ferrari                   | 70     | +3.658              | 1    | 18     |
| 3    | 16  | Charles Leclerc    | Ferrari                   | 70     | +4.696              | 3    | 15     |
| 4    | 77  | Valtteri Bottas    | Mercedes                  | 70     | +51.043             | 6    | 13S    |
| 5    | 33  | Max Verstappen     | Red Bull-Honda            | 70     | +57.655             | 9    | 10     |
| 6    | 3   | Daniel Ricciardo   | Renault                   | 69     | +1 ronde            | 4    | 8      |
| 7    | 27  | Nico Hülkenberg    | Renault                   | 69     | +1 ronde            | 7    | 6      |
| 8    | 10  | Pierre Gasly       | Red Bull-Honda            | 69     | +1 ronde            | 5    | 4      |
| 9    | 18  | Lance Stroll       | Racing Point-BWT Mercedes | 69     | +1 ronde            | 17   | 2      |
| 10   | 26  | Daniil Kvjat       | Toro Rosso-Honda          | 69     | +1 ronde            | 10   | 1      |
| 11   | 55  | Carlos Sainz jr.   | McLaren-Renault           | 69     | +1 ronde            | 11   |        |
| 12   | 11  | Sergio Pérez       | Racing Point-BWT Mercedes | 69     | +1 ronde            | 15   |        |
| 13   | 99  | Antonio Giovinazzi | Alfa Romeo-Ferrari        | 69     | +1 ronde            | 12   |        |
| 14   | 8   | Romain Grosjean    | Haas-Ferrari              | 69     | +1 ronde            | 14   |        |
| 15   | 7   | Kimi Räikkönen     | Alfa Romeo-Ferrari        | 69     | +1 ronde            | 16   |        |
| 16   | 63  | George Russell     | Williams-Mercedes         | 68     | +2 ronden           | 18   |        |
| 17   | 20  | Kevin Magnussen    | Haas-Ferrari              | 68     | +2 ronden           | Pit  |        |
| 18   | 88  | Robert Kubica      | Williams-Mercedes         | 67     | +3 ronden           | 19   |        |
| DNF  | 23  | Alexander Albon    | Toro Rosso-Honda          | 59     | Schade ongeluk      | 13   |        |
| DNF  | 4   | Lando Norris       | McLaren-Renault           | 8      | Ophanging           | 8    |        |

S Valtteri Bottas behaalde een extra punt voor het rijden van de snelste ronde.

## Tussenstanden wereldkampioenschap
Betreft tussenstanden voor het wereldkampioenschap na afloop van de race.

### Coureurs
| Positie | No. | Rijder           | Team                      | Punten |
| ------- | --- | ---------------- | ------------------------- | ------ |
| 01      | 44  | Lewis Hamilton   | Mercedes                  | 162    |
| 02      | 77  | Valtteri Bottas  | Mercedes                  | 133    |
| 03      | 5   | Sebastian Vettel | Ferrari                   | 100    |
| 04      | 33  | Max Verstappen   | Red Bull-Honda            | 88     |
| 05      | 16  | Charles Leclerc  | Ferrari                   | 72     |
| 06      | 10  | Pierre Gasly     | Red Bull-Honda            | 36     |
| 07      | 55  | Carlos Sainz jr. | McLaren-Renault           | 18     |
| 08      | 3   | Daniel Ricciardo | Renault                   | 16     |
| 09      | 20  | Kevin Magnussen  | Haas-Ferrari              | 14     |
| 10      | 11  | Sergio Pérez     | Racing Point-BWT Mercedes | 13     |

### Constructeurs
| Positie | Team                      | Punten |
| ------- | ------------------------- | ------ |
| 01      | Mercedes                  | 295    |
| 02      | Ferrari                   | 172    |
| 03      | Red Bull-Honda            | 124    |
| 04      | McLaren-Renault           | 30     |
| 05      | Renault                   | 28     |
| 06      | Racing Point-BWT Mercedes | 19     |
| 07      | Toro Rosso-Honda          | 17     |
| 08      | Haas-Ferrari              | 16     |
| 09      | Alfa Romeo-Ferrari        | 13     |
| 10      | Williams-Mercedes         | 0      |